# 21752 Johnthurmon
A 21752 Johnthurmon (ideiglenes jelöléssel 1999 RC179) a Naprendszer kisbolygóövében található aszteroida. A LINEAR projekt keretében fedezték fel 1999. szeptember 9-én.